# Fljótsdalshreppur

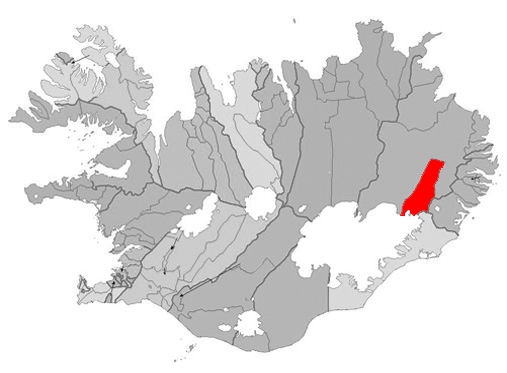

Fljótsdalshreppur är en kommun i regionen Austurland på Island. Folkmängden är 103 personer (2022).

## Bilder

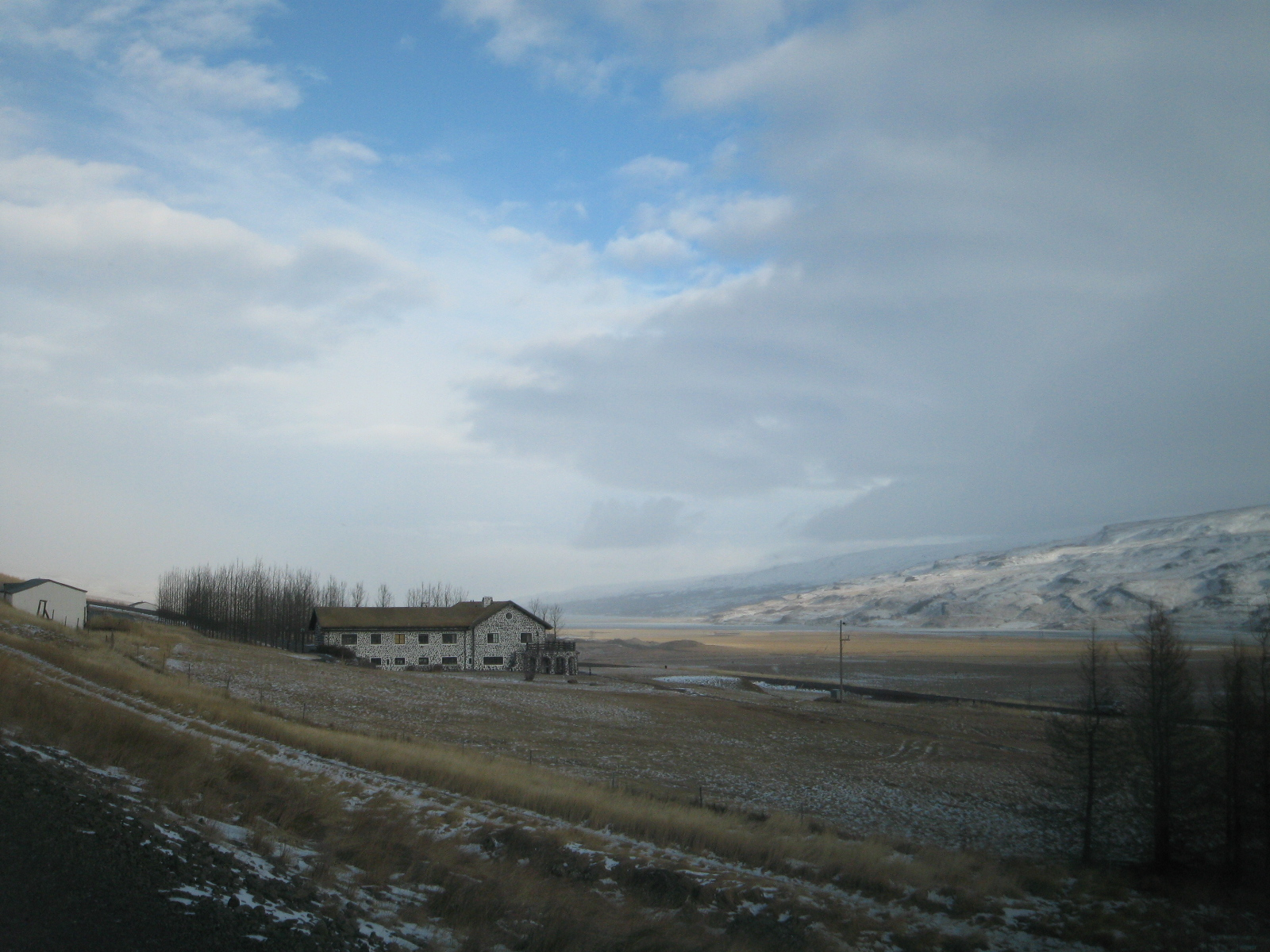
Skriðuklaustur
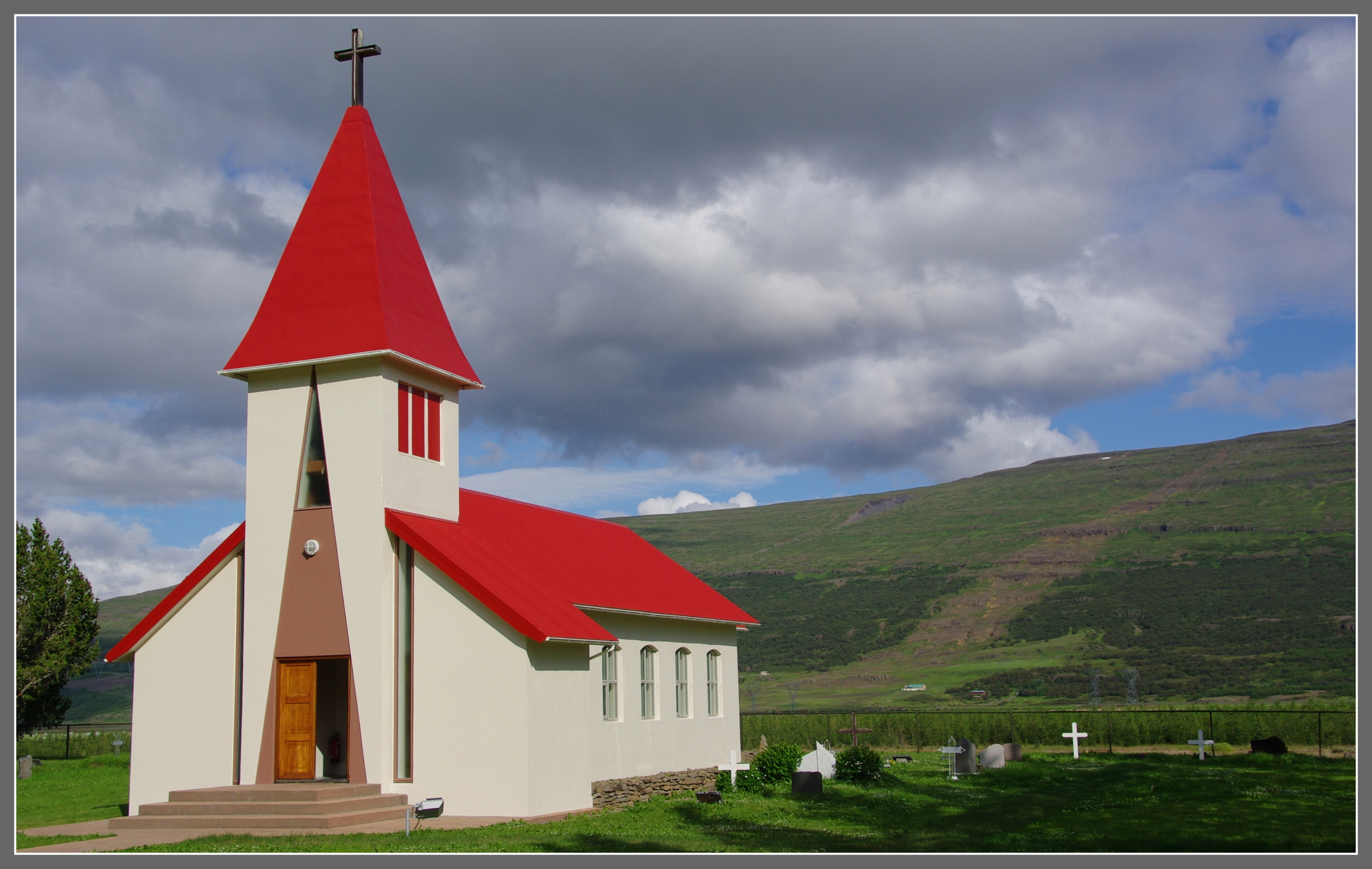
Valþjófsstaður